# KPS Siedlce
KPS Siedlce – polski klub siatkarski z Siedlec, powołany w 2010 roku. Następca sekcji męskiej piłki siatkowej klubu UKS "Ósemka" Siedlce istniejącego od 1994 roku.

## Historia
Klub powołano w 1994 roku. Do sezonu 2005/2006 drużyna Ósemki Siedlce nie odniosła większych sukcesów w rozgrywkach seniorskich. W 2006 roku odkupując miejsce od MKS MDK Warszawa, uzyskała prawo gry w II lidze. Wiązało się to z wieloletnią współpracą ze szkoleniowcem Wojciechem Górą oraz współpracą pomiędzy tymi klubami. W tym czasie Ósemkę zaczęła wspierać finansowo firma Elmo. W sezonie 2006/2007 do rozgrywek ligowych klub przystąpił pod nazwą Ósemka Elmo Siedlce.
W sezonie 2007/2008, Ósemka Elmo zajęła 6. miejsce na koniec rozgrywek ligowych.
W latach 2008–2011 zespół Ósemki niezmiennie znajdował się w czołówce grupy III drugiej ligi. Zespół każdorazowo zdołał wywalczyć awans do fazy play-off. Ani razu ekipa (od roku 2010 pod nazwą KPS Siedlce) nie zdołała wejść do turnieju mistrzów poszczególnych grup. Pod wodzą trenera Krzysztofa Wójcika Ósemka przegrała rywalizację ze Ślepskiem Suwałki, zaś po przejęciu zespołu przez Macieja Nowaka z Pekpolem Ostrołęka i Camperem Wyszków.
Po zakończeniu sezonu 2010/2011 zespół przejął licencję od pierwszoligowego Jadaru Radom w zamian za zmianę nazwy na KPS Jadar Siedlce. Kierownictwu klubu udało się skompletować drużynę złożoną ze zdolnej młodzieży i doświadczonych ligowców. Pierwszym kapitanem zespołu w pierwszej lidze został Witold Chwastyniak. Zespół zdołał zająć 8. miejsce w tabeli po rundzie zasadniczej, utrzymując się w lidze. W fazie play-off zespół został, w trzech meczach, pokonany przez AZS Nysa.
Przed sezonem 2012/2013 doszło do zmiany trenera drużyny. Funkcję pierwszego szkoleniowca objął Dominik Kwapisiewicz, wcześniej drugi trener zespołów takich, jak PTPS Piła i Jadar Radom. Do drużyny sprowadzono między innymi Macieja Gorzkiewicza, zespół wciąż jednak oparty był na utalentowanej młodzieży. W ostatniej kolejce fazy zasadniczej KPS rozbił 3:0 ekipę Energetyka Jaworzno, na którą trafił w fazie play-out.
Siatkarze z Siedlec wygrali w rywalizacji o utrzymanie, zwyciężając we wszystkich trzech meczach z Energetykiem (3:2, 3:0, 3:2). Tym samym zapewnili sobie ligowy byt w sezonie 2013/2014, w którym zespół poprowadzić miał Sławomir Gerymski.

## Sukcesy
I liga:
- 2014
- 2017, 2025[1]